# Дельфіни (Маріуполь)
«Дельфіни» — команда з американського футболу з міста  Маріуполь.

## Статистика виступів

### Національні змагання

#### Чемпіонат

##### Вища ліга УЛАФ/Перша ліга УЛАФ (вищий дивізіон)
| Сезон   | регулярний чемпіонат | регулярний чемпіонат | регулярний чемпіонат | регулярний чемпіонат | регулярний чемпіонат | регулярний чемпіонат | плей-оф  | плей-оф | плей-оф | плей-оф | плей-оф | плей-оф    | плей-оф                |
|         | Перемоги             | Нічиї                | Поразки              | Загалом              | PF                   | PS                   | Перемоги | Нічиї   | Поразки | PF      | PS      | результат  | суперник               |
| ------- | -------------------- | -------------------- | -------------------- | -------------------- | -------------------- | -------------------- | -------- | ------- | ------- | ------- | ------- | ---------- | ---------------------- |
| 2018    | 3                    | 0                    | 3                    | 6                    | 104                  | 123                  | 0        | 1       | 1       | 0       | 26      | Вайлд Кард | «Миколаївські Вікінги» |
| 2020    | 1                    | 0                    | 1                    | 2                    | 33                   | 39                   | 0        | 1       | 1       | 0       | 18      | 1/4 фіналу | «Вінницькі Вовки»      |
| Загалом | 4                    | 0                    | 4                    | 8                    | 137                  | 162                  | 0        | 2       | 2       | 0       | 44      |            |                        |

Посилання: Enciclopedia del Football [Архівовано 4 жовтня 2018 у Wayback Machine.] - A cura di Roberto Mezzetti

##### Перша ліга УЛАФ (вищий дивізіон)
Вище вказаний турнір, незважаючи на найвищий рівень своєї федерації, не вважається офіційним.
| Сезон   | регулярний чемпіонат | регулярний чемпіонат | регулярний чемпіонат | регулярний чемпіонат | регулярний чемпіонат | регулярний чемпіонат | плей-оф' | плей-оф' | плей-оф' | плей-оф' | плей-оф' | плей-оф'  | плей-оф' |
|         | Перемоги             | Нічиї                | Поразки              | Загалом              | PF                   | PS                   | Перемоги | Нічиї    | Поразки  | PF       | PS       | результат | суперник |
| ------- | -------------------- | -------------------- | -------------------- | -------------------- | -------------------- | -------------------- | -------- | -------- | -------- | -------- | -------- | --------- | -------- |
| 2015    | 3                    | 0                    | 3                    | 6                    | 156                  | 172                  | -        | -        | -        | -        | -        | -         | -        |
| Загалом | 3                    | 0                    | 3                    | 6                    | 156                  | 172                  | -        | -        | -        | -        | -        |           |          |

Джерела: Enciclopedia del Football [Архівовано 4 жовтня 2018 у Wayback Machine.] - A cura di Roberto Mezzetti

##### Перша ліга УЛАФ (другий дивізіон)
| Сезон   | регулярний чемпіонат | регулярний чемпіонат | регулярний чемпіонат | регулярний чемпіонат | регулярний чемпіонат | регулярний чемпіонат | плей-оф' | плей-оф' | плей-оф' | плей-оф' | плей-оф' | плей-оф'    | плей-оф' |
|         | Перемоги             | Нічиї                | Поразки              | Загалом              | PF                   | PS                   | Перемоги | Нічиї    | Поразки  | PF       | PS       | результат   | суперник |
| ------- | -------------------- | -------------------- | -------------------- | -------------------- | -------------------- | -------------------- | -------- | -------- | -------- | -------- | -------- | ----------- | -------- |
| 2019    | 5                    | 0                    | 1                    | 6                    | 196                  | 102                  | -        | -        | -        | -        | -        | Друге місце | -        |
| Загалом | 5                    | 0                    | 1                    | 6                    | 196                  | 102                  | -        | -        | -        | -        | -        |             |          |

Джерела: Enciclopedia del Football [Архівовано 4 жовтня 2018 у Wayback Machine.] - A cura di Roberto Mezzetti

##### Друга ліга УЛАФ (другий дивізіон)
| Сезон   | регулярний чемпіонат | регулярний чемпіонат | регулярний чемпіонат | регулярний чемпіонат | регулярний чемпіонат | регулярний чемпіонат | плей-оф' | плей-оф' | плей-оф' | плей-оф' | плей-оф' | плей-оф'    | плей-оф'               |
|         | Перемоги             | Нічиї                | Поразки              | Загалом              | PF                   | PS                   | Перемоги | Нічиї    | Поразки  | PF       | PS       | результат   | суперник               |
| ------- | -------------------- | -------------------- | -------------------- | -------------------- | -------------------- | -------------------- | -------- | -------- | -------- | -------- | -------- | ----------- | ---------------------- |
| 2016    | 2                    | 0                    | 4                    | 6                    | 96                   | 118                  | -        | -        | -        | -        | -        | Третє місце | -                      |
| 2017    | 6                    | 0                    | 0                    | 6                    | 192                  | 34                   | 2        | 0        | 2        | 68       | 10       | Чемпіони    | «Білоцерківські акули» |
| Загалом | 8                    | 0                    | 4                    | 12                   | 286                  | 152                  | 2        | 0        | 2        | 68       | 10       |             |                        |

Джерела: Enciclopedia del Football [Архівовано 4 жовтня 2018 у Wayback Machine.] - A cura di Roberto Mezzetti

## Досягнення
- Перша ліга чемпіонату України
  -  Срібний призер (1): 2019

- Друга ліга чемпіонату України
  -  Чемпіон (1): 2017
  -  Бронзовий призер (1): 2016